# Albert Pyun
Albert Pyun (19. května 1953 Havaj – 26. listopadu 2022) byl americký režisér a scenárista kultovních[zdroj⁠?!] béčkových filmů.
Známý se stal díky bizarním sci-fi snímkům, které natáčel v šibeničních termínech s minimálními rozpočty a výraznou vizuální stránkou, jako např. Radioaktivní sny (1985) s Michaelem Dudikoffem, Cyborg (1989) s Jean-Claudem Van Dammem, Nemesis (1992) s Olivierem Grunerem, Jackie Earlem Haleym, Brascombe Richmondem a Thomasem Janem (Pyun později natočil ještě tři velmi volná pokračování) či Rytíři (1993) s Lancem Henriksenem a Krisem Kristoffersonem.
Debutoval roku 1982 snímkem Sword and the Sorcerer s Richardem Lynchem. Mezi jeho další známé filmy patří Captain America (1990), Kickboxer 2 (1991), Dollman (1991), Brain Smasher... A Love Story (1993), Kickboxer 4 (1994), Hong Kong 97 (1994), Adrenalin: Předběhni smrt (1996), Omega Doom (1996), Podlé zbraně (1997), Bestie (1998), Profesionál (2001) a Max Havoc: Dračí kletba (2004).
Jeho častými spolupracovníky se stali hudební skladatel Anthony Riparetti, kameraman George Mooradian a herci Vincent Klyn a Andrew Divoff.
Natáčel i s dalšími osobnostmi, např. s Rutgerem Hauerem, Kevinem Sorbem, Michaelem Parém, Ralfem Moellerem, Gary Danielsem, Matthiasem Huesem, Ice-Tem, Christopherem Lambertem, Stevenem Seagalem, Deninsem Hopperem, Davidem Carradinem, Tomem Sizemorem či Charliem Sheenem.